# Die heilige Johanna (Film)
Die heilige Johanna (Originaltitel: Saint Joan)  ist ein US-amerikanischer Historienfilm aus dem Jahre 1957 nach dem gleichnamigen Drama von George Bernard Shaw. Der Film wurde am 12. April 1957 in Paris uraufgeführt. Die Aufführung war Teil einer Wohltätigkeitsveranstaltung für Opfer von Kinderlähmung. In die bundesdeutschen Kinos kam der Film erstmals am 27. September 1957.

## Handlung
Frankreich im Jahr 1456. König Karl VII. wird in seinen Träumen von Jeanne d’Arc heimgesucht. Die junge Frau war vor 25 Jahren Kommandeurin seiner Armee und wurde wegen Häresie auf dem Scheiterhaufen verbrannt. In seinen Träumen erzählt er Jeanne, dass das Todesurteil aufgehoben und ihr Prozess annulliert wurde, da die Richter korrupt waren.
Der König erinnert sich daran, wie er als Dauphin der jungen Frau begegnete. Jeanne war ein einfaches 17-jähriges Bauernmädchen. Sie hatte Visionen von der Heiligen Katharina und der Heiligen Margarete. Die Visionen besagten, dass sie die französische Armee in Orléans zum Sieg über die Engländer führen und damit dem Dauphin die Krönung zum König von Frankreich ermöglichen würde. Sie kann den Festungskommandanten von Vaucouleurs, Robert de Baudricourt, von ihren Visionen überzeugen. Der Kommandant schickt sie daraufhin zum Dauphin.
Im Palast von Chinon bemerkt Jeanne, dass der Dauphin ein schwaches Kind ohne Kampfambitionen ist. Nachdem sie vor Gericht den Vorwurf der Geisteskrankheit erfolgreich abgewendet hat, kann sie den Dauphin von ihren Visionen überzeugen. Sie erhält das Kommando über seine Armeen. Mit der Hilfe von Jean de Dunois nimmt Jeanne Orléans ein. Kurz darauf wird sie Zeugin der Krönung des Dauphins durch den Erzbischof von Reims.
Bei der Bevölkerung ist Jeanne beliebt. Doch durch ihr Selbstbewusstsein, ihre Ansichten und ihre Energie hat sie sich viele Feinde in einflussreichen Positionen geschaffen. Der König, der ihre Dienste nicht mehr benötigt, schickt sie zurück zum Bauernhof ihres Vaters. Jeanne versucht den König dazu zu bewegen, Paris von den Engländern zurückzuerobern. Doch Karl würde lieber Frieden mit seinen Feinden schließen als zu kämpfen. Auch Dunois weigert sich, die Auseinandersetzung mit den Engländern zu suchen. Der Erzbischof warnt Jeanne davor, ihre persönlichen Ansichten über die göttlichen zu setzen.
Dennoch appelliert Jeanne an die Bevölkerung, gegen die Engländer zu ziehen. Sie setzt sich in Richtung Paris in Marsch, doch sie wird von den Burgundern, die ihren eigenen Bürgerkrieg austragen, gefangen genommen und den Engländern übergeben. Um zu verhindern, dass die junge Frau wieder gegen England kämpft, lässt sie der Earl of Warwick, der Kommandeur der englischen Truppen an die katholische Kirche ausliefern. Vier Monate lang wird sie vom Inquisitor sowie de Courcelles und Frater Ladvenu verhört. Der Earl und sein Kaplan John de Stogumber sind verärgert über die Verzögerung. Sie drängen den Bischof von Beauvais, Pierre Cauchon, mit dem Prozess zu beginnen. Der religiöse Fanatiker de Stogumber hasst die Franzosen und glaubt nicht an Jeannes Verurteilung.
Bei Prozessbeginn weigert sich Jeanne, die kirchliche Allwissenheit anzuerkennen. Ladvenu will sie zu einem Geständnis bringen. Sie soll sich der Häresie, des Aufruhrs, des Götzendienstes, des Ungehorsams und des falschen Stolzes schuldig bekennen. Jeanne unterschreibt das Geständnis in dem Glauben, damit die Freiheit wiederzuerlangen. Doch als sie erfährt, dass sie damit lebenslang in Haft bleiben soll, vernichtet sie das Dokument. Nun glaubt sie, dass Gott sie durch ihren Tod auf dem Scheiterhaufen an seine Seite holen will.
Jeanne wird aus der Kirche ausgestoßen. Der mittlerweile wegen der Prozessdauer entnervte Warwick lässt Jeanne von seinen Soldaten festsetzen. Sie bringen sie zum Marktplatz, wo sie hingerichtet werden soll. Der Inquisitor denkt nicht daran, die Engländer an der Tat zu hindern, da er sich davon Vorteile für später verspricht. Nach der Hinrichtung bekommt der Augenzeuge de Stogumber Gewissensbisse.
In Karls Traum begegnen er und Jeanne anderen Personen aus ihrem Leben. Cauchon wurde nach seinem Tod exkommuniziert. Die Traumbesuche haben den König ermüdet. Er erzählt Jeanne, er habe nun lange genug von ihr geträumt, und kehrt zurück in sein Bett.

## Kritiken
Das Lexikon des internationalen Films über den Film: „Graham Greenes Drehbuch stellt den Konflikt zwischen Gesetz und Kirche in den Mittelpunkt und läßt Shaws pessimistische Dialektik aus dem Spiel. So entstand ein zwar ernsthaft bemühter, aber zu sehr dem Theater verhafteter Film, der in einer Welt spielt, in der alle Werte vor die Hunde gegangen sind und zwischen den Menschen keine Kommunikation mehr möglich ist.“
A. H. Weiler von der New York Times bemängelt die Kürzung des dreieinhalb Stunden dauernden Theaterstücks auf 110 Minuten. Dadurch entständen nur Abrisse der bombastischen Reden, die den Zuschauer kaum bewegen würden. Auch die Besetzung der unerfahrenen und nicht überzeugend agierenden Jean Seberg als Jeanne d’Arc wurde, obwohl für mutig befunden, negativ bewertet.
Auch die Variety bewertet die Wahl Sebergs als unglücklich, hebt dabei aber die brillante Vorstellung von Widmark, Todd, Walbrook und Aylmer hervor.

## Trivia
Beim Dreh der Scheiterhaufen-Szene entstand wegen undichter Gasleitungen plötzlich ein großer Feuerball, der Seberg erfasste und Brandwunden verursachte, von denen sie Narben davontrug. Der Regisseur Otto Preminger befand die Aufnahme für so realistisch, dass er die Szene nicht nochmals drehen ließ. So ist in der Endfassung des Films der Beginn dieses Unglücks deutlich zu sehen.

## Hintergrund
Gedreht wurde der Film in den Shepperton Studios in England.
Der spätere Regisseur und Oscarpreisträger Saul Bass arbeitete bei diesem Film an dem Filmvorspann. Für Jean Seberg war es das Filmdebüt.
Das Drama, für das George Bernard Shaw 1925 den Nobelpreis für Literatur bekam, wurde mehrmals als Theaterstück inszeniert. Regie führte u. a. auch Otto Preminger.